# Museo Taurino Emilio Casares Herrero
El museo Taurino Emilio Casares Herrero se encuentra  en Viana de Cega, un municipio y localidad situada en la provincia de Valladolid.  Este centro consta de tres salas. En la primera se encuentra la biblioteca, en la segunda la hemeroteca y en la tercera y última sala, la cartelería.
En la hemeroteca se hallan numerosas publicaciones referidas tanto a España como a otros países europeos (Portugal y Francia).
En la cartelería se pueden encontrar numerosos carteles superando los 5000 ejemplares ordenados y clasificados en murales y escaparates. Todos están colocados alfabéticamente y colocados de manera que atienden a las características locales.